# (31000) Rockchic
(31000) Rockchic est un astéroïde de la ceinture principale.

## Description
(31000) Rockchic est un astéroïde de la ceinture principale. Il fut découvert le 11 novembre 1995 à Haleakala par l'observatoire AMOS. Il présente une orbite caractérisée par un demi-grand axe de 3,00 UA, une excentricité de 0,05 et une inclinaison de 11,3° par rapport à l'écliptique.

## Compléments